# 1848 en photographie
| Années de la photographie : 1845 - 1846 - 1847 - 1848 - 1849 - 1850 - 1851    |
| Décennies de la photographie : 1810 - 1820 - 1830 - 1840 - 1850 - 1860 - 1870 |

Cet article présente les faits marquants de l'année 1848 en photographie.

## Événements
- Le physicien Edmond Becquerel parvient à obtenir une reproduction photographique du spectre solaire, qui serait la première photographie couleur, mais elle ne peut pas être soumise à la lumière du jour sous peine de disparaitre et doit être conservée dans l'obscurité[1],[2].
- Shimazu Nariakira, daimyo du domaine de Satsuma au Japon, se procure le premier appareil photographique daguerréotype importé au Japon et ordonne à ses obligés, dont le photographe Ichiki Shirō, d'étudier cette nouvelle technologie et de produire des photographies ; la première sera réalisée le 17 septembre 1857[3].
- Le couple de photographes Geneviève Élisabeth Disdéri et Eugène Disdéri ouvre à Brest un atelier professionnel de photographie ; les clichés sont au nom : « Monsieur et Madame Disdéri ».
- Arsène Garnier ouvre un studio photographique dans le chef-lieu de l'île de Guernesey, Saint-Pierre-Port, au 3, St-James-Street.
- Création de la marque française d'appareils photographiques Demaria-Lapierre, disparue vers 1960.
- Fondation de la maison Labouche Frères à Toulouse, spécialisée dans la carte postale.

## Photographies notables

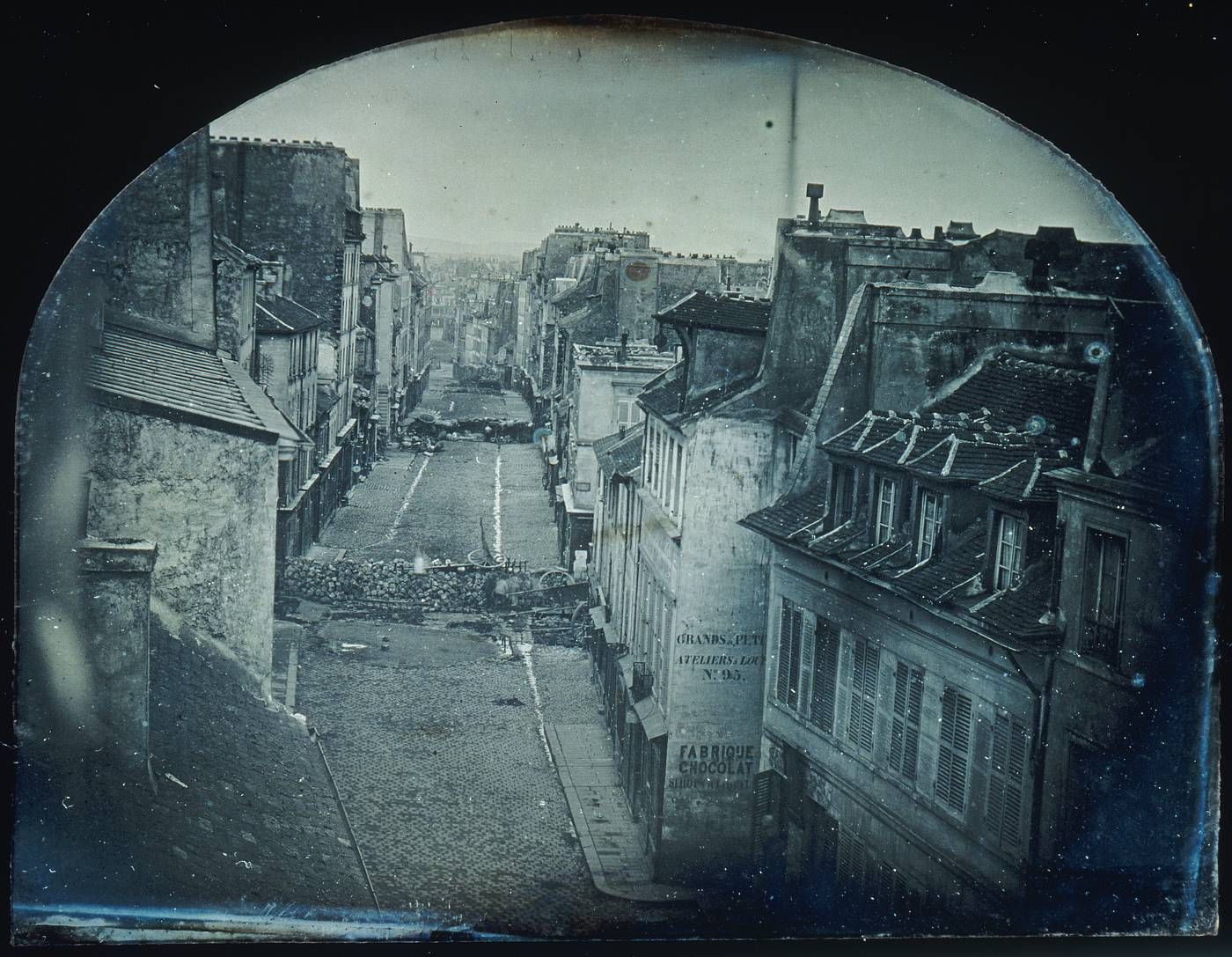
Barricade de la rue Saint-Maur-Popincourt, dimanche 25 juin 1848 à 7 h du matin, daguerréotype.

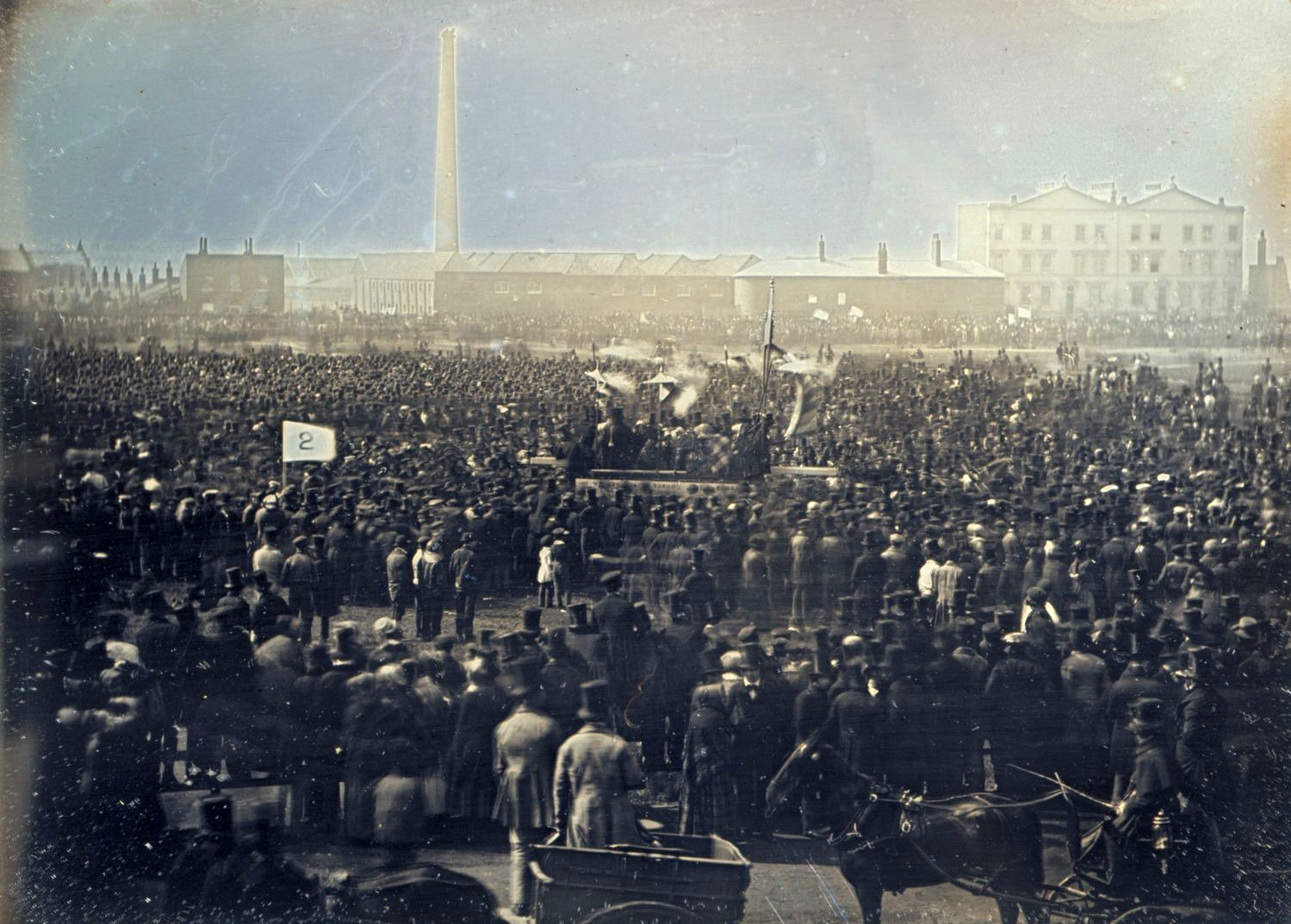
William Edward Kilburn, Le rassemblement chartiste à Kennington Common, 10 avril 1848.

- 10 avril : William Edward Kilburn photographie le rassemblement chartiste à Kennington Common à Londres, une des premières photographies d'une grande scène de foule[4]
- 22 - 26 juin : trois photographies (daguerréotypes) des barricades de la rue du Faubourg du Temple sont prises lors des journées de Juin à Paris[5],[6]. Le magazine hebdomadaire L'Illustration, qui n'a pu paraître le 1er juillet en raison de l'insurrection, publie un numéro spécial daté du 1er et du 8 juillet consacré à ces journées, largement illustré de 33 images, dont 2 réalisées « d’après les daguerréotypes de M. Thibault », vues de la rue Saint-Maur-Popincourt et des barricades élevées par les insurgés, avant et après le combat[7].
- John McCosh, chirurgien dans l'armée du Bengale (en), réalise une série de photographies de la Seconde guerre anglo-sikhe[8].

## Livres illustrés de photographies
- William Stirling, Talbotype illustrations to the Annals of the artists of Spain, Londres, John Ollivier, 3 vol., considéré comme le premier livre illustré de photographies[9],[10].

## Naissances
- 22 février : Émile Frechon, photographe français, mort autour du 21 mai 1921.
- 16 avril : Jules David, photographe français, mort le 8 octobre 1923.
- 1er août : Rudolf Dührkoop, photographe allemand, mort le 3 avril 1918.
- 18 août : Joseph Barco, photographe autrichien naturalisé français, mort le 19 avril 1915.
- 29 août : Henri Rebmann, photographe suisse, mort le 6 août 1931.
- 4 septembre : George Edward Dobson, zoologiste et photographe irlandais, mort le 26 novembre 1895.
- 19 décembre : Jules Richard, industriel français, constructeur d'appareils photographiques stéréoscopiques, mort le 18 juin 1930.
- Date précise non renseignée ou inconnue :
  - Zenón Quintana, photographe espagnol, mort en 1929.

## Décès
- 14 janvier : Robert Adamson, photographe écossais, né le 26 avril 1821.